# جو فيليبس
جو فيليبس (بالإنجليزية: Joe Phillips)‏ هو لاعب كرة قدم أمريكية أمريكي، ولد في 15 يوليو 1963 في بورتلاند في الولايات المتحدة.

## وصلات خارجية
- جو فيليبس على موقع مرجع كرة القدم المحترفة.كوم (الإنجليزية)
- جو فيليبس على موقع مرجع كرة القدم المحترفة.كوم (الإنجليزية)